# Anthem for the Year 2000
"Anthem for the Year 2000" é um single da banda australiana de rock alternativo Silverchair, que foi lançado como o primeiro single de seu terceiro álbum, Neon Ballroom. A canção alcançou o número 3 no ARIA Singles Chart australiano.
O videoclip da canção assenta numa revolta social contra a classe política e a classe que domina a sociedade. Parece haver uma mulher que representa o presidente ou o porta-voz do governo pedindo o apoio do povo, mas a sociedade vai revolta e tempestade do prédio onde o discurso é feito e da mulher é na verdade um robô é caracterizado. O vídeo foi dirigido por Gavin Bowden e gravado em Martin Amphiteater Local de Sydney , tendo ganhado o prêmio de melhor vídeo do ano na gala dos MTV Video Music Awards da Austrália de 1999.

## Lista de faixas
Australian (MATTCD080)/Cassette (MATTC080) & European (6668362) CD single
1. "Anthem for the Year 2000"
2. "London's Burning"
3. "Untitled"
4. "The Millennium Bug" (The Paul Mac Remix)

Australian 7" vinyl (MATTVO80)
1. "Anthem for the Year 2000"
2. "Trash"

Limited numbered UK CD single (6670882)
1. "Anthem for the Year 2000"
2. "The Millennium Bug" (The Paul Mac Remix)

UK limited 7" numbered picture disc
1. "Anthem for the Year 2000"
2. "The Millennium Bug" (The Paul Mac Remix)

US promo CD (ESK41805)
1. "Anthem for the Year 2000" (edit)
2. "Anthem for the Year 2000" (album version)

## Desempenho nas paradas musicais
| Parada musical (1999)                 | Posição |
| Australian Singles Chart              | 3       |
| Canadian Rock/Alternative Chart       | 6       |
| New Zealand Singles Chart             | 8       |
| UK Singles Chart                      | 118     |
| U.S. Billboard Mainstream Rock Tracks | 15      |
| U.S. Billboard Modern Rock Tracks     | 12      |